# Fred Tatasciore
Fred Tatasciore (* 13. června 1968 New York, USA) je americký herec věnující se hlasovému herectví.
Jako hlasový herec začal pracovat v roce 1999, kdy začal namlouvat postavy v animovaných televizních seriálech a filmech. Tehdy se poprvé představil v seriálu Griffinovi, ve kterém působil i v dalších letech, kdy propůjčoval svůj hlas různým vedlejším postavám. Následně se představil i dalších seriálech jako Robot Chicken, Americký táta, Ben 10, Cleveland show, Scooby Doo: Záhady s.r.o., Tučňáci z Madagaskaru, Kačeří příběhy či Star Trek: Lower Decks. Podílel se také na více filmech, např. na snímcích Želvy Ninja, Na vlásku, Kung Fu Panda 2, Škatuláci, Angry Birds ve filmu nebo Ledové království II. Ve více projektech namlouval postavu Hulka. Namlouvá také videohry a účastní se anglického dabingu některých japonských anime seriálů.